# Farès Bahlouli
Farès Bahlouli (Lyon, 8 april 1995) is een Frans-Algerijns voetballer die doorgaans speelt als middenvelder. In juli 2023 verliet hij Metalist Charkiv.

## Carrière
Bahlouli kwam in 2004 in de jeugdopleiding van Olympique Lyon terecht. Hier werd hij in 2013 gepromoveerd tot lid van de eerste selectie. Op 12 mei 2013 mocht Bahlouli van coach Rémi Garde debuteren voor Lyon, toen er met 0-1 verloren werd van Paris Saint-Germain. Acht minuten voor het einde van het duel verving hij aanvaller Bafétimbi Gomis. Door het ene doelpunt, gescoord door Jérémy Ménez, werd PSG kampioen. Bahlouli speelde in zowel het seizoen 2013/14 als 2014/15 vier competitiewedstrijden voor Lyon en debuteerde in die jaren in zowel de UEFA Champions League als de UEFA Europa League.
Bahlouli tekende in juni 2015 een contract tot medio 2020 bij AS Monaco, de nummer drie van Frankrijk in het voorgaande seizoen. In de zomer van 2016 werd hij voor de duur van één seizoen verhuurd aan Standard Luik. Aan deze periode kwam in januari 2017 een eind, toen Monaco hem verkocht aan Lille OSC. Bij de Noord-Franse club zette de middenvelder een handtekening onder een verbintenis voor de duur van drieënhalf jaar. Bahlouli mocht eind 2019 vertrekken bij Lille.
Twee maanden later vond hij in SC Lyon een nieuwe club. Hier speelde hij niet en medio 2020 vertrok de middenvelder weer. Metalist Charkiv gaf hem in maart 2021 een contract. Deze club verhuurde hem in september 2022 aan SK Dnipro-1. In juni 2023 bepaalde de rechter dat Lille hem een bedrag van circa een half miljoen euro moest betalen omdat hij op onrechtmatige wijze uit de selectie was verwijderd in 2019.

## Clubstatistieken
| Seizoen | Club             | Competitie      | Competitie | Competitie | Beker | Beker | Internationaal | Internationaal | Totaal | Totaal |
| Seizoen | Club             | Competitie      | Wed.       | Dlp.       | Wed.  | Dlp.  | Wed.           | Dlp.           | Wed.   | Dlp.   |
| ------- | ---------------- | --------------- | ---------- | ---------- | ----- | ----- | -------------- | -------------- | ------ | ------ |
| 2012/13 | Olympique Lyon   | Ligue 1         | 1          | 0          | 0     | 0     | —              | —              | 1      | 0      |
| 2013/14 | Olympique Lyon   | Ligue 1         | 4          | 0          | 1     | 0     | 2              | 0              | 7      | 0      |
| 2014/15 | Olympique Lyon   | Ligue 1         | 4          | 0          | 0     | 0     | 2              | 0              | 6      | 0      |
| 2015/16 | AS Monaco        | Ligue 1         | 8          | 1          | 1     | 1     | 2              | 0              | 11     | 2      |
| 2016/17 | → Standard Luik  | Eerste klasse A | 0          | 0          | 0     | 0     | 0              | 0              | 0      | 0      |
| 2016/17 | Lille OSC        | Ligue 1         | 3          | 0          | 2     | 0     | —              | —              | 5      | 0      |
| 2017/18 | Lille OSC        | Ligue 1         | 11         | 1          | 3     | 0     | —              | —              | 14     | 1      |
| 2018/19 | Lille OSC        | Ligue 1         | 0          | 0          | 0     | 0     | —              | —              | 0      | 0      |
| 2019/20 | Lille OSC        | Ligue 1         | 0          | 0          | 0     | 0     | —              | —              | 0      | 0      |
| 2019/20 | SC Lyon          | National 2      | 0          | 0          | 0     | 0     | —              | —              | 0      | 0      |
| 2020/21 | Metalist Charkiv | Droeha Liha     | 9          | 7          | 0     | 0     | —              | —              | 9      | 7      |
| 2021/22 | Metalist Charkiv | Persja Liha     | 16         | 6          | 2     | 0     | —              | —              | 18     | 6      |
| 2022/23 | → SK Dnipro-1    | Premjer Liha    | 5          | 0          | 0     | 0     | 3              | 0              | 8      | 0      |
| Totaal  | Totaal           | Totaal          | 61         | 15         | 9     | 1     | 9              | 0              | 79     | 16     |

Bijgewerkt op 4 augustus 2024.